# تلسکوپ لاول
تلسکوپ لاول (انگلیسی: Lovell Telescope) یک تلسکوپ رادیویی در رصدخانه بانک جودرل، نزدیکی گووستری، چشایر در شمال غربی انگلستان است. هنگامی که ساخت و ساز آن در سال ۱۹۵۷ به پایان رسید، این تلسکوپ با قطر ۷۶٫۲ متر (۲۵۰ فوت) بزرگترین تلسکوپ رادیویی با دیش خورشیدی در جهان بود. تلسکوپ لاول اکنون بعد از تلسکوپ گرین بانک در ویرجینیای غربی، ایالات متحده سومین از بزرگترین تلسکوپ‌ها است؛ پس از؛ گرین‌بانک و تلسکوپ افلزبرگ در آلمان.
در ابتدا و پیش از تبدیل شدن تلسکوپ به تلسکوپ «مارک۱ Mark I» در حدود سال ۱۹۶۱، هنگام بحث در مورد تلسکوپ‌های آینده: (Mark II , III و IV)٬. در سال ۱۹۸۷ به افتخار برنارد لاول اخترشناس بریتانیایی به تلسکوپ لاول تغییر نام یافت و در سال ۱۹۸۸ ساختمان آن به‌عنوان یک بنای فهرست‌شده درجه۱ شناخته شد. این تلسکوپ بخشی از مجموعهٔ تلسکوپی «MERLIN انگلستان» و «VLBI اروپایی»: تداخل‌سنجی خط پایه بسیار طولانی، شبکهٔ تلسکوپ‌های رادیویی را تشکیل می‌دهد.
هر دو اخترشناس برنارد لاول و چارلز هزبند به دلیل نقشی که در ایجاد این تلسکوپ داشتند، شوالیه شدند.
در سپتامبر ۲۰۰۶، ساختمان این تلسکوپ برندهٔ مسابقهٔ آنلاین بی‌بی‌سی برای یافتن شایسته‌ترین «بنای ناشناخته‌ماندهٔ انگلستان» شد. سال ۲۰۰۷ پنجاهمین سالگرد تلسکوپ بود.
اگر هوا به اندازه کافی صاف باشد، تلسکوپ مارک I را می‌توان از ساختمان‌های بلند منچستر مانند برج بیتهام مشاهده کرد.